# Феурей (комуна)
Феурей (рум. Făurei) — комуна у повіті Нямц в Румунії. До складу комуни входять такі села (дані про населення за 2002 рік):
- Будешть (1120 осіб)
- Клімешть (364 особи)
- Мікшунешть (200 осіб)
- Феурей (663 особи) — адміністративний центр комуни

Комуна розташована на відстані 278 км на північ від Бухареста, 26 км на схід від П'ятра-Нямца, 72 км на захід від Ясс.

## Населення
За даними перепису населення 2002 року у комуні проживали 2347 осіб.
Національний склад населення комуни:
| Національність | Кількість осіб | Відсоток |
| -------------- | -------------- | -------- |
| румуни         | 2345           | 99,9%    |
| угорці         | 2              | 0,1%     |

Рідною мовою назвали:
| Мова      | Кількість осіб | Відсоток |
| --------- | -------------- | -------- |
| румунська | 2341           | 99,7%    |
| угорська  | 6              | 0,3%     |

Склад населення комуни за віросповіданням:
| Релігія       | Кількість осіб | Відсоток |
| ------------- | -------------- | -------- |
| православні   | 2323           | 99,0%    |
| адвентисти    | 9              | 0,4%     |
| римо-католики | 7              | 0,3%     |
| реформати     | 4              | 0,2%     |
| п'ятдесятники | 4              | 0,2%     |